# Tour de los Alpes 2017
La 41.ª edición de la competición ciclista Tour de los Alpes se celebró en Austria e Italia entre el 17 y el 21 de abril de 2017 sobre un recorrido de 831,6 km.
La prueba formó parte del UCI Europe Tour 2017 dentro de la categoría 2.HC (máxima categoría de estos circuitos).
La carrera fue ganada por el corredor británico Geraint Thomas del equipo Team Sky, en segundo lugar Thibaut Pinot (FDJ) y en tercer lugar Domenico Pozzovivo (AG2R La Mondiale).

## Equipos participantes
Tomaron parte en la carrera 18 equipos. 7 de categoría UCI ProTeam; 7 de categoría Profesional Continental; 3 de categoría Continental y la Selección Nacional de Italia.
| WorldTeams (7)- AG2R La Mondiale - Astana - BMC Racing Team - Bora-Hansgrohe - Cannondale-Drapac - FDJ - Sky Equipos continentales profesionales (7)- Androni Giocattoli - Aqua Blue Sport - Bardiani CSF - Caja Rural-Seguros RGA - Gazprom-RusVelo - Nippo-Vini Fantini - Wilier Triestina-Selle Italia Equipos continentales (3)- Bike Aid - Sangemini-MG.Kvis - Tirol Equipo nacional- Italia |
| |

## Recorrido
El Tour de los Alpes dispuso de cinco etapas para un recorrido total de 831,6 kilómetros.
| Etapa     | Fecha     | Recorrido                  | type                   | Distancia (km) | Ganador          | Líder            |
| --------- | --------- | -------------------------- | ---------------------- | -------------- | ---------------- | ---------------- |
| 1.ª etapa | 17 de abr | Kufstein – Hungerburg      | etapa escarpada        | 145,1          | Michele Scarponi | Michele Scarponi |
| 2.ª etapa | 18 de abr | Vipiteno – Innervillgraten | etapa de media montaña | 140,5          | Rohan Dennis     | Thibaut Pinot    |
| 3.ª etapa | 19 de abr | Villabassa – Villnöß       | etapa de montaña       | 137,5          | Geraint Thomas   | Geraint Thomas   |
| 4.ª etapa | 20 de abr | Bolzano – Cles             | etapa de media montaña | 172,1          | Matteo Montaguti | Geraint Thomas   |
| 5.ª etapa | 21 de abr | Smarano – Trento           | etapa de montaña       | 192,5          | Thibaut Pinot    | Geraint Thomas   |

## Etapas

### Etapa 1
| \| Clasificación de la etapa \| Clasificación de la etapa \| Clasificación de la etapa \| Clasificación de la etapa \| Clasificación de la etapa \| \| Ciclista \| Ciclista \| Equipo \| Tiempo \| \| \| ------------------------- \| ------------------------- \| --------------------------- \| ------------------------- \| ------------------------- \| \| 1.º \| Michele Scarponi \| Astana \| 3 h 32 min 15 s \| \| \| 2.º \| Geraint Thomas \| Team Sky \| + 0 s \| \| \| 3.º \| Thibaut Pinot \| FDJ \| + 0 s \| \| \| 4.º \| Davide Formolo \| Cannondale-Drapac \| + 0 s \| \| \| 5.º \| Domenico Pozzovivo \| AG2R La Mondiale \| + 0 s \| \| \| 6.º \| Dario Cataldo \| Astana \| + 0 s \| \| \| 7.º \| Mattia Cattaneo \| Androni-Sidermec-Bottecchia \| + 4 s \| \| \| 8.º \| Hugh Carthy \| Cannondale-Drapac \| + 8 s \| \| \| 9.º \| Rohan Dennis \| BMC Racing Team \| + 11 s \| \| \| 10.º \| Damiano Caruso \| BMC Racing Team \| + 11 s \| \| |                    |                             |                 |
| |                    |                             |                 |
| Fuente: ProCyclingStats |                    |                             |                 |
| Clasificación de la etapa |                    |                             |                 |
| Ciclista | Ciclista           | Equipo                      | Tiempo          |
| 1.º | Michele Scarponi   | Astana                      | 3 h 32 min 15 s |
| 2.º | Geraint Thomas     | Team Sky                    | + 0 s           |
| 3.º | Thibaut Pinot      | FDJ                         | + 0 s           |
| 4.º | Davide Formolo     | Cannondale-Drapac           | + 0 s           |
| 5.º | Domenico Pozzovivo | AG2R La Mondiale            | + 0 s           |
| 6.º | Dario Cataldo      | Astana                      | + 0 s           |
| 7.º | Mattia Cattaneo    | Androni-Sidermec-Bottecchia | + 4 s           |
| 8.º | Hugh Carthy        | Cannondale-Drapac           | + 8 s           |
| 9.º | Rohan Dennis       | BMC Racing Team             | + 11 s          |
| 10.º | Damiano Caruso     | BMC Racing Team             | + 11 s          |

| \| Clasificación general \| Clasificación general \| Clasificación general \| Clasificación general \| Clasificación general \| \| Ciclista \| Ciclista \| Equipo \| Tiempo \| \| \| --------------------- \| --------------------- \| --------------------------- \| --------------------- \| --------------------- \| \| 1.º \| Michele Scarponi \| Astana \| 3 h 32 min 05 s \| \| \| 2.º \| Geraint Thomas \| Team Sky \| + 4 s \| \| \| 3.º \| Thibaut Pinot \| FDJ \| + 6 s \| \| \| 4.º \| Davide Formolo \| Cannondale-Drapac \| + 10 s \| \| \| 5.º \| Domenico Pozzovivo \| AG2R La Mondiale \| + 10 s \| \| \| 6.º \| Dario Cataldo \| Astana \| + 10 s \| \| \| 7.º \| Mattia Cattaneo \| Androni-Sidermec-Bottecchia \| + 14 s \| \| \| 8.º \| Hugh Carthy \| Cannondale-Drapac \| + 18 s \| \| \| 9.º \| Rohan Dennis \| BMC Racing Team \| + 21 s \| \| \| 10.º \| Damiano Caruso \| BMC Racing Team \| + 21 s \| \| |                    |                             |                 |
| |                    |                             |                 |
| Fuente: ProCyclingStats |                    |                             |                 |
| Clasificación general |                    |                             |                 |
| Ciclista | Ciclista           | Equipo                      | Tiempo          |
| 1.º | Michele Scarponi   | Astana                      | 3 h 32 min 05 s |
| 2.º | Geraint Thomas     | Team Sky                    | + 4 s           |
| 3.º | Thibaut Pinot      | FDJ                         | + 6 s           |
| 4.º | Davide Formolo     | Cannondale-Drapac           | + 10 s          |
| 5.º | Domenico Pozzovivo | AG2R La Mondiale            | + 10 s          |
| 6.º | Dario Cataldo      | Astana                      | + 10 s          |
| 7.º | Mattia Cattaneo    | Androni-Sidermec-Bottecchia | + 14 s          |
| 8.º | Hugh Carthy        | Cannondale-Drapac           | + 18 s          |
| 9.º | Rohan Dennis       | BMC Racing Team             | + 21 s          |
| 10.º | Damiano Caruso     | BMC Racing Team             | + 21 s          |

### Etapa 2
| \| Clasificación de la etapa \| Clasificación de la etapa \| Clasificación de la etapa \| Clasificación de la etapa \| Clasificación de la etapa \| \| Ciclista \| Ciclista \| Equipo \| Tiempo \| \| \| ------------------------- \| ------------------------- \| ----------------------------- \| ------------------------- \| ------------------------- \| \| 1.º \| Rohan Dennis \| BMC Racing Team \| 3 h 20 min 13 s \| \| \| 2.º \| Thibaut Pinot \| FDJ \| + 0 s \| \| \| 3.º \| Davide Ballerini \| Androni-Sidermec-Bottecchia \| + 0 s \| \| \| 4.º \| Nick Schultz \| Caja Rural-Seguros RGA \| + 0 s \| \| \| 5.º \| Geraint Thomas \| Team Sky \| + 0 s \| \| \| 6.º \| Eduard Prades \| Caja Rural-Seguros RGA \| + 0 s \| \| \| 7.º \| Luis León Sánchez \| Astana \| + 0 s \| \| \| 8.º \| Mattia Cattaneo \| Androni-Sidermec-Bottecchia \| + 0 s \| \| \| 9.º \| Kenny Elissonde \| Team Sky \| + 0 s \| \| \| 10.º \| Matteo Busato \| Wilier Triestina-Selle Italia \| + 0 s \| \| |                   |                               |                 |
| |                   |                               |                 |
| Fuente: ProCyclingStats |                   |                               |                 |
| Clasificación de la etapa |                   |                               |                 |
| Ciclista | Ciclista          | Equipo                        | Tiempo          |
| 1.º | Rohan Dennis      | BMC Racing Team               | 3 h 20 min 13 s |
| 2.º | Thibaut Pinot     | FDJ                           | + 0 s           |
| 3.º | Davide Ballerini  | Androni-Sidermec-Bottecchia   | + 0 s           |
| 4.º | Nick Schultz      | Caja Rural-Seguros RGA        | + 0 s           |
| 5.º | Geraint Thomas    | Team Sky                      | + 0 s           |
| 6.º | Eduard Prades     | Caja Rural-Seguros RGA        | + 0 s           |
| 7.º | Luis León Sánchez | Astana                        | + 0 s           |
| 8.º | Mattia Cattaneo   | Androni-Sidermec-Bottecchia   | + 0 s           |
| 9.º | Kenny Elissonde   | Team Sky                      | + 0 s           |
| 10.º | Matteo Busato     | Wilier Triestina-Selle Italia | + 0 s           |

| \| Clasificación general \| Clasificación general \| Clasificación general \| Clasificación general \| Clasificación general \| \| Ciclista \| Ciclista \| Equipo \| Tiempo \| \| \| --------------------- \| --------------------- \| --------------------------- \| --------------------- \| --------------------- \| \| 1.º \| Thibaut Pinot \| FDJ \| 6 h 52 min 18 s \| \| \| 2.º \| Michele Scarponi \| Astana \| + 0 s \| \| \| 3.º \| Geraint Thomas \| Team Sky \| + 4 s \| \| \| 4.º \| Dario Cataldo \| Astana \| + 10 s \| \| \| 5.º \| Domenico Pozzovivo \| AG2R La Mondiale \| + 10 s \| \| \| 6.º \| Davide Formolo \| Cannondale-Drapac \| + 10 s \| \| \| 7.º \| Rohan Dennis \| BMC Racing Team \| + 11 s \| \| \| 8.º \| Mattia Cattaneo \| Androni-Sidermec-Bottecchia \| + 14 s \| \| \| 9.º \| Hugh Carthy \| Cannondale-Drapac \| + 18 s \| \| \| 10.º \| Damiano Caruso \| BMC Racing Team \| + 21 s \| \| |                    |                             |                 |
| |                    |                             |                 |
| Fuente: ProCyclingStats |                    |                             |                 |
| Clasificación general |                    |                             |                 |
| Ciclista | Ciclista           | Equipo                      | Tiempo          |
| 1.º | Thibaut Pinot      | FDJ                         | 6 h 52 min 18 s |
| 2.º | Michele Scarponi   | Astana                      | + 0 s           |
| 3.º | Geraint Thomas     | Team Sky                    | + 4 s           |
| 4.º | Dario Cataldo      | Astana                      | + 10 s          |
| 5.º | Domenico Pozzovivo | AG2R La Mondiale            | + 10 s          |
| 6.º | Davide Formolo     | Cannondale-Drapac           | + 10 s          |
| 7.º | Rohan Dennis       | BMC Racing Team             | + 11 s          |
| 8.º | Mattia Cattaneo    | Androni-Sidermec-Bottecchia | + 14 s          |
| 9.º | Hugh Carthy        | Cannondale-Drapac           | + 18 s          |
| 10.º | Damiano Caruso     | BMC Racing Team             | + 21 s          |

### Etapa 3
| \| Clasificación de la etapa \| Clasificación de la etapa \| Clasificación de la etapa \| Clasificación de la etapa \| Clasificación de la etapa \| \| Ciclista \| Ciclista \| Equipo \| Tiempo \| \| \| ------------------------- \| ------------------------- \| ------------------------- \| ------------------------- \| ------------------------- \| \| 1.º \| Geraint Thomas \| Team Sky \| 3 h 47 min 50 s \| \| \| 2.º \| Mikel Landa \| Team Sky \| + 0 s \| \| \| 3.º \| Domenico Pozzovivo \| AG2R La Mondiale \| + 4 s \| \| \| 4.º \| Pierre Rolland \| Cannondale-Drapac \| + 13 s \| \| \| 5.º \| Thibaut Pinot \| FDJ \| + 13 s \| \| \| 6.º \| Emanuel Buchmann \| Bora-Hansgrohe \| + 15 s \| \| \| 7.º \| Danilo Celano \| Italia \| + 15 s \| \| \| 8.º \| Damiano Caruso \| BMC Racing Team \| + 15 s \| \| \| 9.º \| Davide Formolo \| Cannondale-Drapac \| + 15 s \| \| \| 10.º \| Hugh Carthy \| Cannondale-Drapac \| + 15 s \| \| |                    |                   |                 |
| |                    |                   |                 |
| Fuente: ProCyclingStats |                    |                   |                 |
| Clasificación de la etapa |                    |                   |                 |
| Ciclista | Ciclista           | Equipo            | Tiempo          |
| 1.º | Geraint Thomas     | Team Sky          | 3 h 47 min 50 s |
| 2.º | Mikel Landa        | Team Sky          | + 0 s           |
| 3.º | Domenico Pozzovivo | AG2R La Mondiale  | + 4 s           |
| 4.º | Pierre Rolland     | Cannondale-Drapac | + 13 s          |
| 5.º | Thibaut Pinot      | FDJ               | + 13 s          |
| 6.º | Emanuel Buchmann   | Bora-Hansgrohe    | + 15 s          |
| 7.º | Danilo Celano      | Italia            | + 15 s          |
| 8.º | Damiano Caruso     | BMC Racing Team   | + 15 s          |
| 9.º | Davide Formolo     | Cannondale-Drapac | + 15 s          |
| 10.º | Hugh Carthy        | Cannondale-Drapac | + 15 s          |

| \| Clasificación general \| Clasificación general \| Clasificación general \| Clasificación general \| Clasificación general \| \| Ciclista \| Ciclista \| Equipo \| Tiempo \| \| \| --------------------- \| --------------------- \| --------------------- \| --------------------- \| --------------------- \| \| 1.º \| Geraint Thomas \| Team Sky \| 10 h 40 min 02 s \| \| \| 2.º \| Domenico Pozzovivo \| AG2R La Mondiale \| + 16 s \| \| \| 3.º \| Thibaut Pinot \| FDJ \| + 19 s \| \| \| 4.º \| Michele Scarponi \| Astana \| + 21 s \| \| \| 5.º \| Davide Formolo \| Cannondale-Drapac \| + 31 s \| \| \| 6.º \| Mikel Landa \| Team Sky \| + 36 s \| \| \| 7.º \| Hugh Carthy \| Cannondale-Drapac \| + 39 s \| \| \| 8.º \| Damiano Caruso \| BMC Racing Team \| + 42 s \| \| \| 9.º \| Pierre Rolland \| Cannondale-Drapac \| + 46 s \| \| \| 10.º \| Danilo Celano \| Italia \| + 48 s \| \| |                    |                   |                  |
| |                    |                   |                  |
| Fuente: ProCyclingStats |                    |                   |                  |
| Clasificación general |                    |                   |                  |
| Ciclista | Ciclista           | Equipo            | Tiempo           |
| 1.º | Geraint Thomas     | Team Sky          | 10 h 40 min 02 s |
| 2.º | Domenico Pozzovivo | AG2R La Mondiale  | + 16 s           |
| 3.º | Thibaut Pinot      | FDJ               | + 19 s           |
| 4.º | Michele Scarponi   | Astana            | + 21 s           |
| 5.º | Davide Formolo     | Cannondale-Drapac | + 31 s           |
| 6.º | Mikel Landa        | Team Sky          | + 36 s           |
| 7.º | Hugh Carthy        | Cannondale-Drapac | + 39 s           |
| 8.º | Damiano Caruso     | BMC Racing Team   | + 42 s           |
| 9.º | Pierre Rolland     | Cannondale-Drapac | + 46 s           |
| 10.º | Danilo Celano      | Italia            | + 48 s           |

### Etapa 4
| \| Clasificación de la etapa \| Clasificación de la etapa \| Clasificación de la etapa \| Clasificación de la etapa \| Clasificación de la etapa \| \| Ciclista \| Ciclista \| Equipo \| Tiempo \| \| \| ------------------------- \| ------------------------- \| ----------------------------- \| ------------------------- \| ------------------------- \| \| 1.º \| Matteo Montaguti \| AG2R La Mondiale \| 4 h 56 min 38 s \| \| \| 2.º \| Thibaut Pinot \| FDJ \| + 0 s \| \| \| 3.º \| Rohan Dennis \| BMC Racing Team \| + 0 s \| \| \| 4.º \| Luis León Sánchez \| Astana \| + 0 s \| \| \| 5.º \| José Mendes \| Bora-Hansgrohe \| + 0 s \| \| \| 6.º \| Damiano Caruso \| BMC Racing Team \| + 0 s \| \| \| 7.º \| Lawrence Warbasse \| Aqua Blue Sport \| + 0 s \| \| \| 8.º \| Iuri Filosi \| Nippo-Vini Fantini \| + 0 s \| \| \| 9.º \| Matteo Busato \| Wilier Triestina-Selle Italia \| + 0 s \| \| \| 10.º \| Davide Villella \| Cannondale-Drapac \| + 0 s \| \| |                   |                               |                 |
| |                   |                               |                 |
| Fuente: ProCyclingStats |                   |                               |                 |
| Clasificación de la etapa |                   |                               |                 |
| Ciclista | Ciclista          | Equipo                        | Tiempo          |
| 1.º | Matteo Montaguti  | AG2R La Mondiale              | 4 h 56 min 38 s |
| 2.º | Thibaut Pinot     | FDJ                           | + 0 s           |
| 3.º | Rohan Dennis      | BMC Racing Team               | + 0 s           |
| 4.º | Luis León Sánchez | Astana                        | + 0 s           |
| 5.º | José Mendes       | Bora-Hansgrohe                | + 0 s           |
| 6.º | Damiano Caruso    | BMC Racing Team               | + 0 s           |
| 7.º | Lawrence Warbasse | Aqua Blue Sport               | + 0 s           |
| 8.º | Iuri Filosi       | Nippo-Vini Fantini            | + 0 s           |
| 9.º | Matteo Busato     | Wilier Triestina-Selle Italia | + 0 s           |
| 10.º | Davide Villella   | Cannondale-Drapac             | + 0 s           |

| \| Clasificación general \| Clasificación general \| Clasificación general \| Clasificación general \| Clasificación general \| \| Ciclista \| Ciclista \| Equipo \| Tiempo \| \| \| --------------------- \| --------------------- \| --------------------- \| --------------------- \| --------------------- \| \| 1.º \| Geraint Thomas \| Team Sky \| 15 h 36 min 40 s \| \| \| 2.º \| Thibaut Pinot \| FDJ \| + 13 s \| \| \| 3.º \| Domenico Pozzovivo \| AG2R La Mondiale \| + 16 s \| \| \| 4.º \| Michele Scarponi \| Astana \| + 21 s \| \| \| 5.º \| Davide Formolo \| Cannondale-Drapac \| + 31 s \| \| \| 6.º \| Mikel Landa \| Team Sky \| + 36 s \| \| \| 7.º \| Hugh Carthy \| Cannondale-Drapac \| + 39 s \| \| \| 8.º \| Damiano Caruso \| BMC Racing Team \| + 42 s \| \| \| 9.º \| Pierre Rolland \| Cannondale-Drapac \| + 46 s \| \| \| 10.º \| Emanuel Buchmann \| Bora-Hansgrohe \| + 48 s \| \| |                    |                   |                  |
| |                    |                   |                  |
| Fuente: ProCyclingStats |                    |                   |                  |
| Clasificación general |                    |                   |                  |
| Ciclista | Ciclista           | Equipo            | Tiempo           |
| 1.º | Geraint Thomas     | Team Sky          | 15 h 36 min 40 s |
| 2.º | Thibaut Pinot      | FDJ               | + 13 s           |
| 3.º | Domenico Pozzovivo | AG2R La Mondiale  | + 16 s           |
| 4.º | Michele Scarponi   | Astana            | + 21 s           |
| 5.º | Davide Formolo     | Cannondale-Drapac | + 31 s           |
| 6.º | Mikel Landa        | Team Sky          | + 36 s           |
| 7.º | Hugh Carthy        | Cannondale-Drapac | + 39 s           |
| 8.º | Damiano Caruso     | BMC Racing Team   | + 42 s           |
| 9.º | Pierre Rolland     | Cannondale-Drapac | + 46 s           |
| 10.º | Emanuel Buchmann   | Bora-Hansgrohe    | + 48 s           |

### Etapa 5
| \| Clasificación de la etapa \| Clasificación de la etapa \| Clasificación de la etapa \| Clasificación de la etapa \| Clasificación de la etapa \| \| Ciclista \| Ciclista \| Equipo \| Tiempo \| \| \| ------------------------- \| ------------------------- \| --------------------------- \| ------------------------- \| ------------------------- \| \| 1.º \| Thibaut Pinot \| FDJ \| 5 h 13 min 01 s \| \| \| 2.º \| Brent Bookwalter \| BMC Racing Team \| + 0 s \| \| \| 3.º \| Geraint Thomas \| Team Sky \| + 0 s \| \| \| 4.º \| Domenico Pozzovivo \| AG2R La Mondiale \| + 0 s \| \| \| 5.º \| Pierre Rolland \| Cannondale-Drapac \| + 2 s \| \| \| 6.º \| Michele Scarponi \| Astana \| + 2 s \| \| \| 7.º \| Egan Bernal \| Androni-Sidermec-Bottecchia \| + 2 s \| \| \| 8.º \| Danilo Celano \| Italia \| + 2 s \| \| \| 9.º \| Mikel Landa \| Team Sky \| + 2 s \| \| \| 10.º \| Emanuel Buchmann \| Bora-Hansgrohe \| + 2 s \| \| |                    |                             |                 |
| |                    |                             |                 |
| Fuente: ProCyclingStats |                    |                             |                 |
| Clasificación de la etapa |                    |                             |                 |
| Ciclista | Ciclista           | Equipo                      | Tiempo          |
| 1.º | Thibaut Pinot      | FDJ                         | 5 h 13 min 01 s |
| 2.º | Brent Bookwalter   | BMC Racing Team             | + 0 s           |
| 3.º | Geraint Thomas     | Team Sky                    | + 0 s           |
| 4.º | Domenico Pozzovivo | AG2R La Mondiale            | + 0 s           |
| 5.º | Pierre Rolland     | Cannondale-Drapac           | + 2 s           |
| 6.º | Michele Scarponi   | Astana                      | + 2 s           |
| 7.º | Egan Bernal        | Androni-Sidermec-Bottecchia | + 2 s           |
| 8.º | Danilo Celano      | Italia                      | + 2 s           |
| 9.º | Mikel Landa        | Team Sky                    | + 2 s           |
| 10.º | Emanuel Buchmann   | Bora-Hansgrohe              | + 2 s           |

## Clasificaciones finales
- Las clasificaciones finalizaron de la siguiente forma:[4]

### Clasificación general
| \| Clasificación general \| Clasificación general \| Clasificación general \| Clasificación general \| Clasificación general \| \| Ciclista \| Ciclista \| Equipo \| Tiempo \| \| \| --------------------- \| --------------------- \| --------------------------- \| --------------------- \| --------------------- \| \| 1.º \| Geraint Thomas \| Team Sky \| 20 h 49 min 37 s \| \| \| 2.º \| Thibaut Pinot \| FDJ \| + 7 s \| \| \| 3.º \| Domenico Pozzovivo \| AG2R La Mondiale \| + 20 s \| \| \| 4.º \| Michele Scarponi \| Astana \| + 27 s \| \| \| 5.º \| Mikel Landa \| Team Sky \| + 42 s \| \| \| 6.º \| Pierre Rolland \| Cannondale-Drapac \| + 52 s \| \| \| 7.º \| Emanuel Buchmann \| Bora-Hansgrohe \| + 54 s \| \| \| 8.º \| Danilo Celano \| Italia \| + 54 s \| \| \| 9.º \| Egan Bernal \| Androni-Sidermec-Bottecchia \| + 1 min 02 s \| \| \| 10.º \| Rodolfo Torres \| Androni-Sidermec-Bottecchia \| + 1 min 16 s \| \| |                    |                             |                  |
| |                    |                             |                  |
| Fuente: ProCyclingStats |                    |                             |                  |
| Clasificación general |                    |                             |                  |
| Ciclista | Ciclista           | Equipo                      | Tiempo           |
| 1.º | Geraint Thomas     | Team Sky                    | 20 h 49 min 37 s |
| 2.º | Thibaut Pinot      | FDJ                         | + 7 s            |
| 3.º | Domenico Pozzovivo | AG2R La Mondiale            | + 20 s           |
| 4.º | Michele Scarponi   | Astana                      | + 27 s           |
| 5.º | Mikel Landa        | Team Sky                    | + 42 s           |
| 6.º | Pierre Rolland     | Cannondale-Drapac           | + 52 s           |
| 7.º | Emanuel Buchmann   | Bora-Hansgrohe              | + 54 s           |
| 8.º | Danilo Celano      | Italia                      | + 54 s           |
| 9.º | Egan Bernal        | Androni-Sidermec-Bottecchia | + 1 min 02 s     |
| 10.º | Rodolfo Torres     | Androni-Sidermec-Bottecchia | + 1 min 16 s     |

## Evolución de las clasificaciones
| Etapa (Vencedor)             | Clasificación general | Clasificación de la montaña | Clasificación de las metas volantes | Clasificación de los jóvenes | Clasificación por equipos |
| ---------------------------- | --------------------- | --------------------------- | ----------------------------------- | ---------------------------- | ------------------------- |
| 1.ª etapa (Michele Scarponi) | Michele Scarponi      | Alexander Foliforov         | Pascal Ackermann                    | Hugh Carthy                  | Astana                    |
| 2.ª etapa (Rohan Dennis)     | Thibaut Pinot         | Alexander Foliforov         | Pascal Ackermann                    | Hugh Carthy                  | Astana                    |
| 3.ª etapa (Geraint Thomas)   | Geraint Thomas        | Alexander Foliforov         | Pascal Ackermann                    | Hugh Carthy                  | Cannondale-Drapac         |
| 4.ª etapa (Matteo Montaguti) | Geraint Thomas        | Alexander Foliforov         | Pascal Ackermann                    | Hugh Carthy                  | Cannondale-Drapac         |
| 5.ª etapa (Thibaut Pinot)    | Geraint Thomas        | Alexander Foliforov         | Pascal Ackermann                    | Egan Bernal                  | BMC Racing                |
| Final                        | Geraint Thomas        | Alexander Foliforov         | Pascal Ackermann                    | Egan Bernal                  | BMC Racing                |

## UCI World Ranking
El Tour de los Alpes otorga puntos para el UCI Europe Tour 2017 y el UCI World Ranking, este último para corredores de los equipos en las categorías UCI ProTeam, Profesional Continental y Equipos Continentales.  Las siguientes tablas muestran el baremo de puntuación y los 10 corredores que obtuvieron más puntos:
| Posición              | 1.º | 2.º | 3.º | 4.º | 5.º | 6.º | 7.º | 8.º | 9.º | 10.º | 11.º | 12.º | 13.º | 14.º | 15.º | 16.º-30.º | 31.º-40.º |
| Clasificación general | 200 | 150 | 125 | 100 | 85  | 70  | 60  | 50  | 40  | 35   | 30   | 25   | 20   | 15   | 10   | 5         | 3         |
| Por etapa             | 20  | 10  | 5   |     |     |     |     |     |     |      |      |      |      |      |      |           |           |
| Líder                 | 5   |     |     |     |     |     |     |     |     |      |      |      |      |      |      |           |           |

| Clasificación | Clasificación      | Clasificación       | Clasificación | Clasificación | Clasificación | Clasificación |
| Posición      | Ciclista           | Equipo              | General       | Etapa         | Líder         | Total         |
| ------------- | ------------------ | ------------------- | ------------- | ------------- | ------------- | ------------- |
| 1.º           | Geraint Thomas     | Sky                 | 200           | 35            | 10            | 245           |
| 2.º           | Thibaut Pinot      | FDJ                 | 150           | 45            | 5             | 200           |
| 3.º           | Domenico Pozzovivo | Ag2r La Mondiale    | 125           | 5             | -             | 130           |
| 4.º           | Michele Scarponi   | Astana              | 100           | 20            | 5             | 125           |
| 5.º           | Mikel Landa        | Sky                 | 85            | 10            | -             | 95            |
| 6.º           | Pierre Rolland     | Cannondale-Drapac   | 70            | -             | -             | 70            |
| 7.º           | Emanuel Buchmann   | Bora-Hansgrohe      | 60            | -             | -             | 60            |
| 8.º           | Danilo Celano      | Selección de Italia | 50            | -             | -             | 50            |
| 9.º           | Egan Bernal        | Androni Giocattoli  | 40            | -             | -             | 40            |
| 10.º          | Brent Bookwalter   | BMC Racing          | 30            | 10            | -             | 40            |